# Bella Coola
Cet article concerne la ville de Colombie-Britannique. Pour la tribu indienne, voir Nuxalk. Pour leur langue, voir Nuxalk (langue).
Bella Coola est une ville canadienne de la Colombie-Britannique située dans le district régional de Central Coast.

## Situation
Bella Coola est située le long du bras nord du détroit de Burke.

## Histoire
C'est à Bella Coola le 22 juillet 1793, que Alexander Mackenzie atteint l'océan Pacifique lors de sa traversée du Canada, il est alors le premier Européen à avoir traversé le continent nord-américain d'est en ouest.

## Toponyme
Le nom « Bella Coola » en anglais provient du heiltsuk Bḷ́xvḷá, désignant les personnes de Bella Coola ou Bella Coola elle-même,.

## Climat
| Mois                                  | jan.       | fév.       | mars       | avril     | mai       | juin      | jui.      | août      | sep.      | oct.     | nov.       | déc.       | année           |
| ------------------------------------- | ---------- | ---------- | ---------- | --------- | --------- | --------- | --------- | --------- | --------- | -------- | ---------- | ---------- | --------------- |
| Température minimale moyenne (°C)     | −2,6       | −1,8       | 0,2        | 2,9       | 6,1       | 9,5       | 11,4      | 11,2      | 8         | 4,3      | 0,1        | −2,4       | 3,9             |
| Température moyenne (°C)              | 0,2        | 2,1        | 5          | 8,6       | 12,1      | 15,1      | 17,3      | 17        | 13,4      | 8,3      | 2,8        | 0          | 8,5             |
| Température maximale moyenne (°C)     | 3          | 5,9        | 9,9        | 14,3      | 18,1      | 20,7      | 23        | 22,7      | 18,7      | 12,2     | 5,5        | 2,4        | 13              |
| Record de froid (°C) date du record   | −28,9 1950 | −24,4 1957 | −20,6 1951 | −9,4 1900 | −6,1 1954 | −1,1 1912 | 1,1 1949  | −1,1 1910 | −4,4 1950 | −14 1984 | −24,5 1985 | −24,4 1948 | −28,9 15/1/1950 |
| Record de chaleur (°C) date du record | 18,9 2003  | 17,3 1992  | 25 2016    | 29,4 1934 | 37,8 1905 | 36,2 2021 | 41,2 2009 | 37,8 1930 | 33,3 1912 | 25 1932  | 20 1979    | 16 1997    | 41,2 29/7/2009  |
| Ensoleillement (h)                    | 16,8       | 68,8       | 119,6      | 160,2     | 203,7     | 198,2     | 231,8     | 206,8     | 156,6     | 80,8     | 20,2       | 7,8        | 1 471,4         |
| Précipitations (mm)                   | 157,2      | 87,6       | 76,4       | 55,7      | 47,8      | 51,1      | 42,3      | 60,3      | 90,1      | 194,9    | 204,9      | 130,8      | 1 199,1         |
| dont neige (cm)                       | 30,3       | 17,2       | 5,7        | 0,6       | 0         | 0         | 0         | 0         | 0         | 2,2      | 26         | 30,1       | 112             |
| Nombre de jours avec précipitations   | 18,2       | 13,3       | 16,1       | 14,7      | 15,7      | 15,8      | 13,4      | 12,9      | 14,6      | 21,1     | 21,1       | 18,3       | 195,1           |
| Humidité relative (%)                 | 78,5       | 65,5       | 55,9       | 50,3      | 50,3      | 53,5      | 53,3      | 56        | 61,9      | 72,9     | 82,4       | 82,4       | 63,6            |
| Nombre de jours avec neige            | 6          | 3,5        | 1,5        | 0,3       | 0         | 0         | 0         | 0         | 0         | 0,4      | 4,4        | 7          | 23,1            |

| Diagramme climatique                                  |             |            |             |             |             |            |              |           |              |             |              |
| J                                                     | F           | M          | A           | M           | J           | J          | A            | S         | O            | N           | D            |
| 3−2,6157,2                                            | 5,9−1,887,6 | 9,90,276,4 | 14,32,955,7 | 18,16,147,8 | 20,79,551,1 | 2311,442,3 | 22,711,260,3 | 18,7890,1 | 12,24,3194,9 | 5,50,1204,9 | 2,4−2,4130,8 |
| Moyennes : • Temp. maxi et mini °C • Précipitation mm |             |            |             |             |             |            |              |           |              |             |              |

## Démographie
- 2001 : 2 289 habitants
- 2011 : 1 919 habitants
- 2016 : 2 010 habitants

## Dans la culture populaire
À la fin du film « L’Incroyable Hulk », le héros se retire à Bella Coola.